# Hadena cuprescens
Hadena cuprescens là một loài bướm đêm trong họ Noctuidae.